# Филмски продуцент
Продуцент је особа на челу продукције филма и уз режисера главна особа која ради на филму. Продуценти су одговорни за покретање процеса продукције филма и његово финансирање, али и за унајмљивање особља потребног за то. Продуценти учествују и у процесу постпродукције, која се састоји од уређивања филма за његову коначну верзију. Тај се процес такође састоји од приказивања филма пробној публици, која након тога даје коментаре према којима продуценти разматрају могуће недостатке и траже од режисера да их исправи, како не би негативно утицали на квалитет коначне верзије филма.